# Iglesia de Santa Sofía (Harbin)
La iglesia catedral de la Santa Sabiduría de Dios o Catedral de Santa Sofía de Harbin, República Popular de China, (en chino tradicional, 聖索菲亞教堂; en ruso: Софийский собор в Харбине) es una antigua iglesia ortodoxa rusa, en estilo neobizantino, situada en la calle Tòulóng 95, en el distrito de Dàolǐ, y se considera la más grande de todo Extremo Oriente. Fue edificada en el año 1907 en madera, coincidiendo con la finalización de las obras en el Ferrocarril Transiberiano, concluyendo la primera construcción de sillería en 1912.
En Harbin, existía una gran colectividad rusa, (hasta 100.000 personas sobre una población total de 300.000, según datos del año 1921)  y sirvió como símbolo espiritual y civilizatorio de la presencia rusa en el Extremo Oriente. Entre 1923 y 1932 fue reconstruida y embellecida. El estilo recuerda el estilo característico de la arquitectura eclesiástica rusa y muestra los rasgos comunes de la arquitectura neo-bizantina. Tiene 53 metros de alto y ocupa un área de 721 metros cuadrados. Su planta es de cruz griega y tiene una gran cúpula de color verde sobre la nave central. 
Durante el Gran Salto Adelante y la Revolución Cultural, la iglesia fue cerrada al culto, vaciada y convertida en almacén, rodeándola de edificios que hacían invisible su presencia. Desde 1996, el gobierno chino la protegió como patrimonio cultural, y la convirtió en museo de arte y cultura municipal.